# 고주파 오로라 활동 연구 프로그램

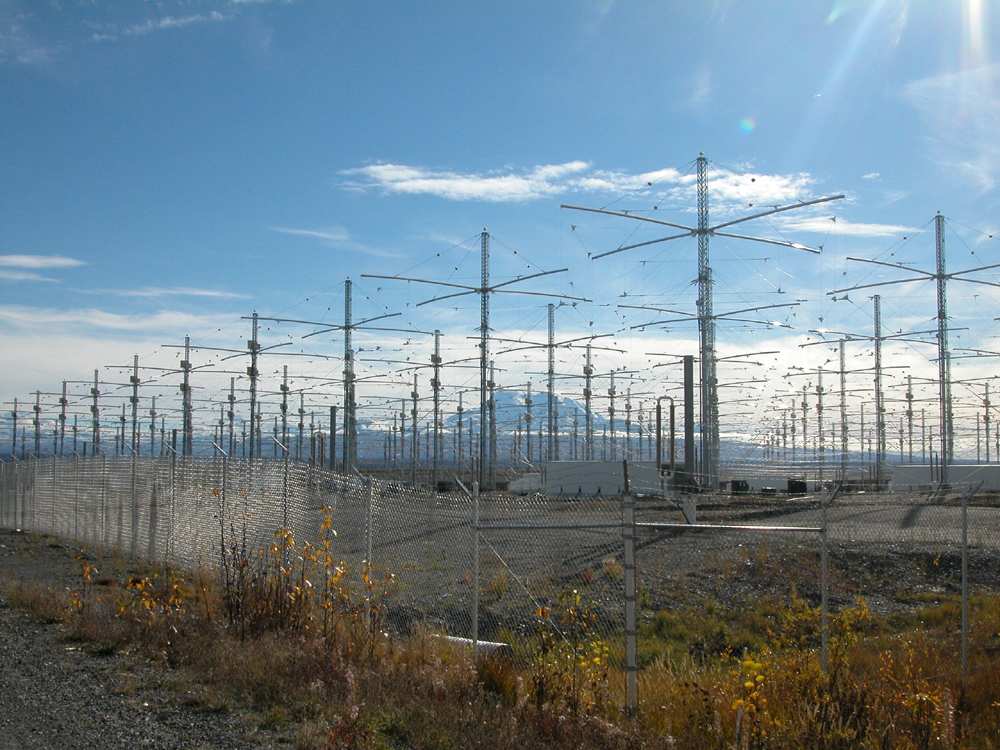
미국 알래스카에 있는 HAARP

고주파 오로라 활동 연구 프로그램(High-frequency Active Auroral Research Program, HAARP, 하프)는 미국에서 행해지고 있는 고층 대기와 태양계, 지구 물리학, 전파 과학 대한의 공동 연구 프로젝트다.